# Hárs György (építészmérnök)
Hárs György, teljes nevén Hárs György József Richárd (Doromlás-puszta, 1898. március 28. – Sopron, 1971. március 24.) építészmérnök.

## Életpályája
A Pest-Pilis-Solt-Kiskun vármegyei Bogyiszlóhoz tartozó Doromlás-pusztán született 1898. március 28-án, ahol édesapja, Hárs Richárd (1870–1941), erdőmérnökként volt alkalmazásban. Innen Bajaszentistvánra költöztek. A Bajai Ciszterci Rendi Katolikus Főgimnáziumban végezte középiskolai tanulmányait.
1915-ben felvételt nyert a budapesti József Nádor Műegyetem építészmérnöki karára, ahol 1920. október 30-án kapta meg oklevelét. Ezután Kotsis Endre építészmérnök irodájában volt rajzoló.
1921-ben Eszterházára (ma Fertőd) költözött jegyesével, ahol az Esterházy hercegi hitbizományban – ahol leendő apósa, dr. Vámosi Nagy Emil jogtanácsos volt – kapott állást a központi műszaki hivatalban.
1922. április 29-én Budapesten feleségül vette Nagy Adélt, dr. Vámosi Nagy Emil egyik lányát. 1925-ben született első fiuk, Hárs József, majd 1927-ben István és 1932-ben Antal. 1927-ben Sopronba költözött családjával. Későbbi kiküldetései alatt is Sopron maradt az állandó lakhelye.
1928-tól magángyakorlatot folytatott Sopronban, de gazdasági nehézségek miatt azt kénytelen volt feladni, majd 1933. november 1-től ismét az Esterházy hercegi hitbizományban dolgozott mint központi főmérnök, a hitbizomány 1945. áprilisi megszűnéséig.
1940-ben behívták katonának, mint építészt, a Délvidékre.
1945-tól a földbirtok-rendező tanács megalakulásától Sopron város és megye birtokrendezésében vett részt, ezután 1947-től ismét magánmérnök.
1949-től a Soproni Tervező Iroda állami alkalmazottja lett, ahonnan 1951-ben Zalaegerszegre vezényelték az ottani iroda megszervezésére. Innen elbocsátották, így 1951-ben kényszerű betegállományba vonult.
1952. január 15-től a nagykanizsai Ásványolaj Gépgyárban alkalmazták mint műszaki ellenőrt, majd 1953-től Budapesten töltött be építészmérnöki állást a Magyar–Szovjet Olajvállalatnál.
1954. augusztus 1-től Ismét Zalaegerszegre került, a Zala Megyei Tatarozó és Építő Vállalat tervező csoportjához, ahonnan 1957-ben vonult nyugdíjba.
1959-ben vették fel az Országos Tervezői Névjegyzékbe.
1962-ben a Fertődi Építőipari Ktsz szolgálatába lépett. Közben másodállásban a Soproni Szőnyeg- és Posztógyárnál végzett kisebb tervezéseket és ellenőrzéseket.
1971. március 24-én a soproni kórházban halt meg.

## Szakmai munkája
A tevékenységéről, családjáról szóló emlék honlapon megtalálható a Sopronban épített vagy tervezett épületek listája, melyek közül kiemelkednek az alábbiak:
- Szent Imre Kollégium (Szent Imre tér 1.), 1928 – Hárs György kivitelező
- Református templom (Deák tér 2.), 1929
- Tómalmi strand épületeinek bővítése, 1930
- Vöröskeresztes Otthon (Lőver körút), 1934 – Füredi Oszkár tervező, Hárs György kivitelező
- Lőver Szálló (Lőver körút), 1934
- "Magyar Művelődés Háza" felirat a Liszt Ferenc Művelődési Központ homlokzatán, 1942

## Művészete
Kiváló kézügyességét nemcsak a munkájához tartozó vázlatok és tervek készítésénél kamatoztatta, hanem remek vízfestményei és ceruzarajzai is fennmaradtak. Emlék honlapján digitálisan felújítva láthatók a nyaralások alkalmával készült alkotásai.
Jól zongorázott, és énekelt is.